# Bahnhof Dieppe-Maritime

Bahnhof Dieppe-Maritime (um 1910)

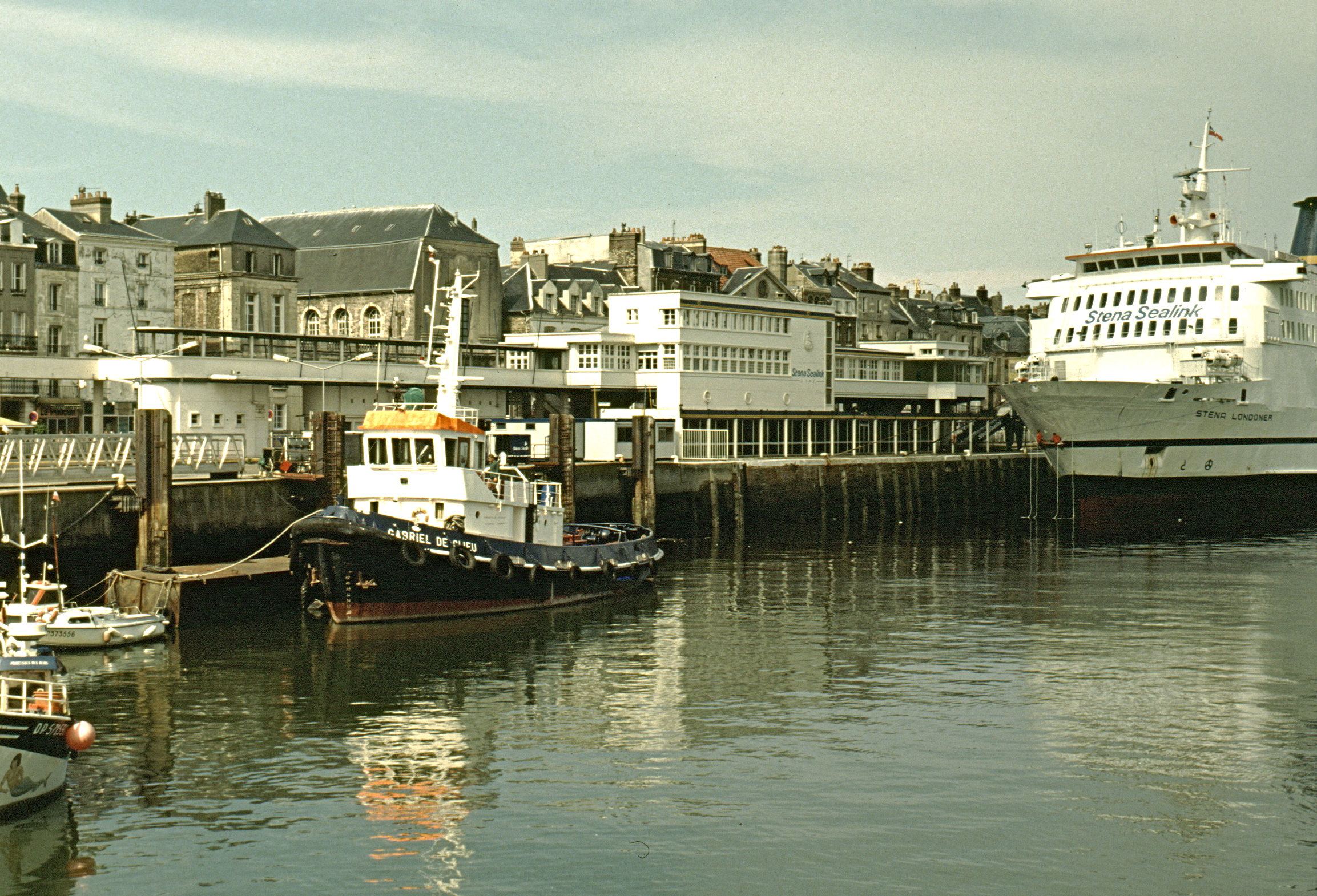
Empfangsgebäude hinter der Kaimauer des Vorhafens (1994)

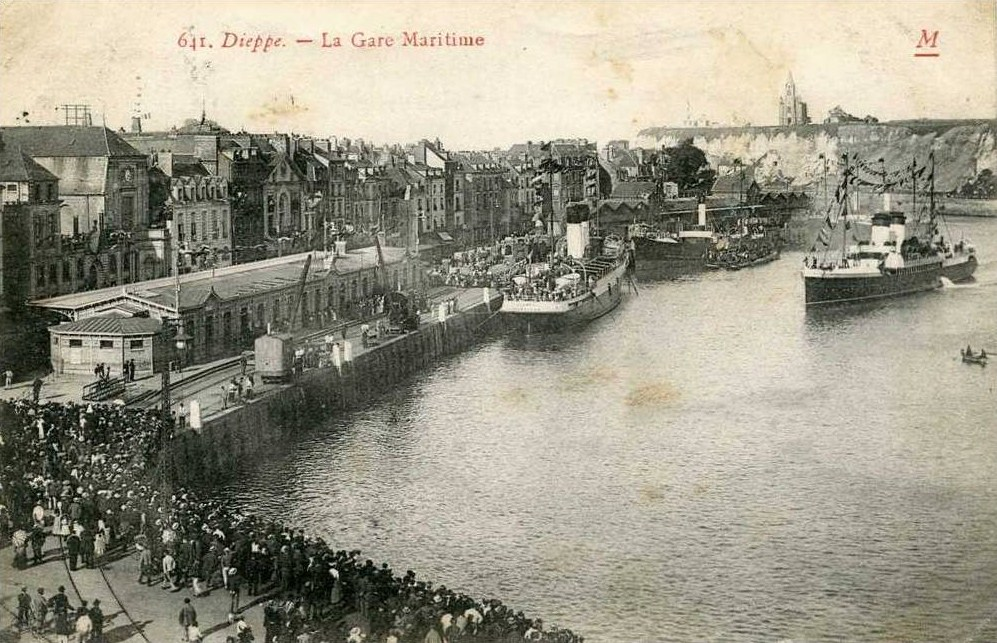
Avant-port und Bahnhof Dieppe-Maritime (vor 1920)

Der Bahnhof Dieppe-Maritime (fr: Gare de Dieppe-Maritime) war der Hafenbahnhof für den Personenverkehr der französischen Stadt Dieppe.

## Vorgeschichte
Die am Ärmelkanal gelegene Hafenstadt Dieppe liegt recht genau auf der geraden Linie zwischen Paris und London. Ab 1816 verkehrten erste Dampfschiffe zwischen Dieppe und Brighton in England; acht Jahre später bot die General Steam Navigation Compagny zweimal pro Woche einen Fährdienst mit rund 25 m langen Seitenraddampfern an, die die Passage über den Ärmelkanal in neun Stunden bewältigten. Nachdem auf englischer Seite die London Brighton Railway ihre Bahnstrecke bis Newhaven verlängert hatte, wurde der dortige Hafen ausgebaut und zum weiteren Fährhafen jenseits des Kanals. Die nun als London Brighton & South Coast Railway (LBSCR) firmierende Bahngesellschaft organisierte für die Fährpassagiere in Frankreich einen Kutschendienst zwischen Dieppe und Rouen, wo Anschluss an die Züge von und nach Paris bestand.
Im Jahr 1848 erreichte die Eisenbahn schließlich Dieppe. Gebaut wurde die Bahnstrecke von Rouen über Malaunay nach Dieppe von der Compagnie des chemins de fer de Dieppe et de Fécamp. Wegen finanzieller Schwierigkeiten wurde sie an die Compagnie du chemin de fer de Paris à Rouen verpachtet, die 1855 in der Compagnie des chemins de fer de l’Ouest (Ouest) aufging. 1859 gründeten die LBSCR und die Ouest eine Gesellschaft für den Fährbetrieb, an der die Ouest mit rund zwei Dritteln der Anteile Mehrheitseigner war.

## Geschichte und Beschreibung

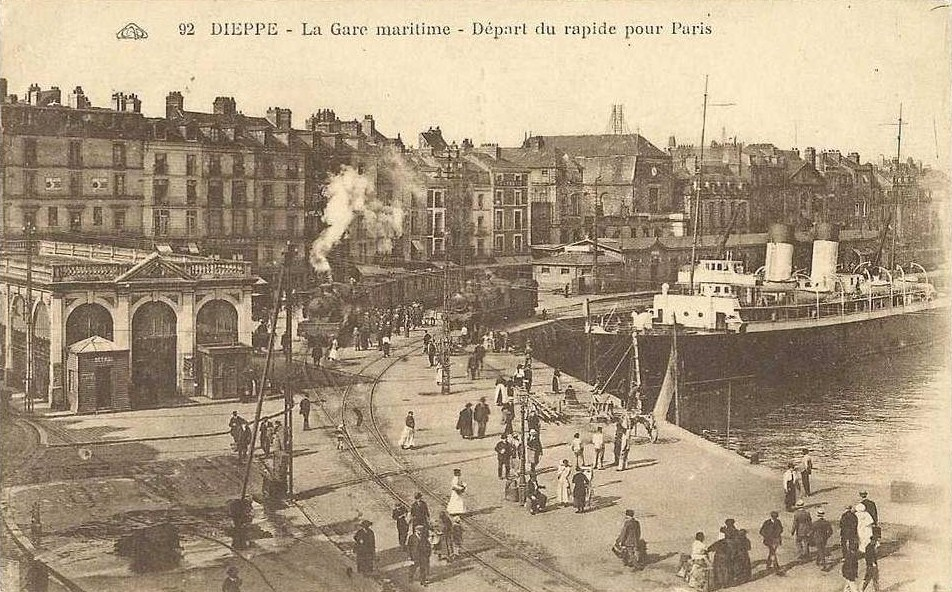
Bahnhof Dieppe-Maritime vor 1920, links die ehemalige Fischhalle

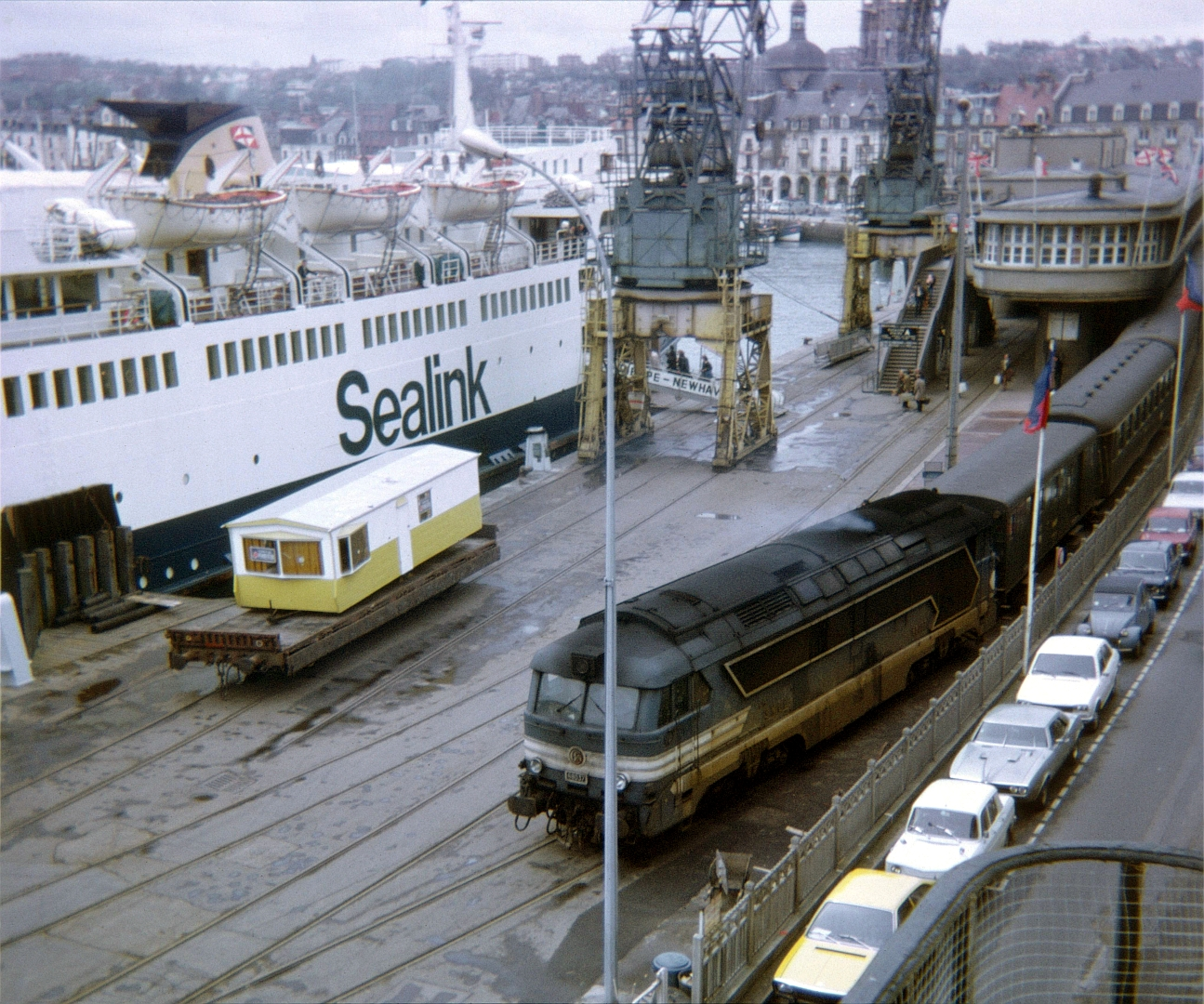
Zug aus Paris, Sealink-Fährschiff und neues Empfangsgebäude (1973)

Die Fährschiffe legten im Vorhafen (Avant-port) von Dieppe am Quai Henri IV an, der rund 800 m vom Bahnhof entfernt liegt. Um den Passagieren das Umsteigen zwischen den Zügen und den Fährschiffen zu erleichtern, wurde 1874 zwischen dem Bahnhof und der Anlegestelle und auf der Straße ein Gleis verlegt. Es führte östlich am Empfangsgebäude vorbei, folgte geradlinig dem heutigen Straßenzug Boulevard Berigny–Quai Duquesne und schwenkte vor der Fischhalle auf den Quai Henri IV ein. Dort wurde der Personenbahnhof Dieppe-Maritime angelegt, der aus zwei Gleisen und einem dazwischenliegenden, flachen Gebäude in Ziegelbauweise bestand. In dessen Fortsetzung entstand eine Gleisanlage für den Umschlag von Gütern.
Der Bahnhof Paris-Saint-Lazare war nun direkt mit dem Bahnhof Dieppe-Maritime verbunden. Im Jahr 1903 wurde das Hafenbecken vertieft, sodass die Fährschiffe fortan unabhängig von den Gezeiten verkehren konnten. Damit konnten zudem feste Fahrpläne für die Züge eingerichtet werden. Die Eisenbahngesellschaft Ouest wurde 1908 von den Chemins de fer de l’État (ETAT) übernommen. Ab 1911 verkehrte mit der Newhaven der LBSCR das erste kommerziell eingesetzte Turbinenschiff zwischen Newhaven und Dieppe. 1923 ging die LBSCR in den Besitz der Southern Railway (SR) über.

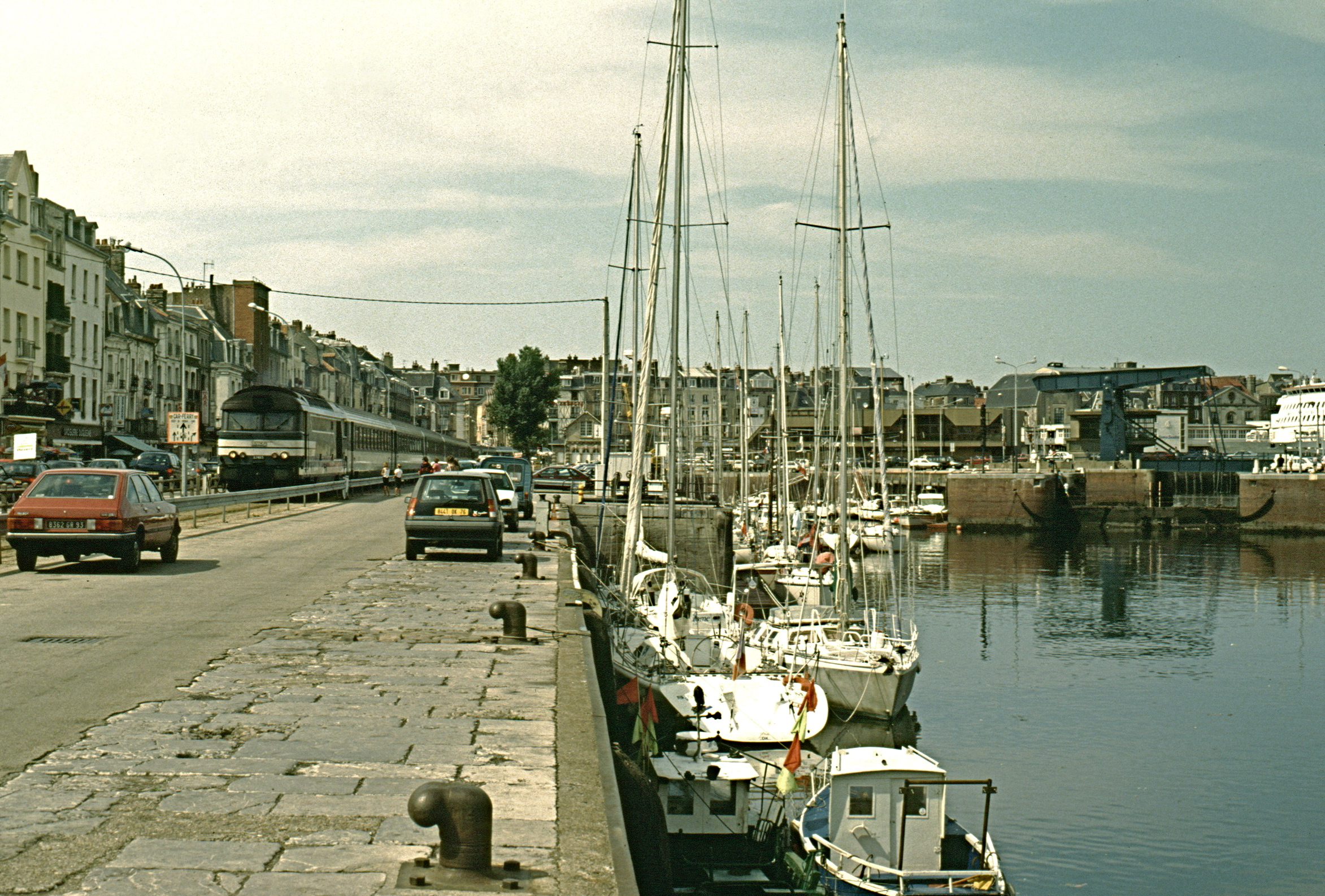
Zug mit Corail-Wagen von Dieppe-Maritime auf dem Quai Duquesne (1994)

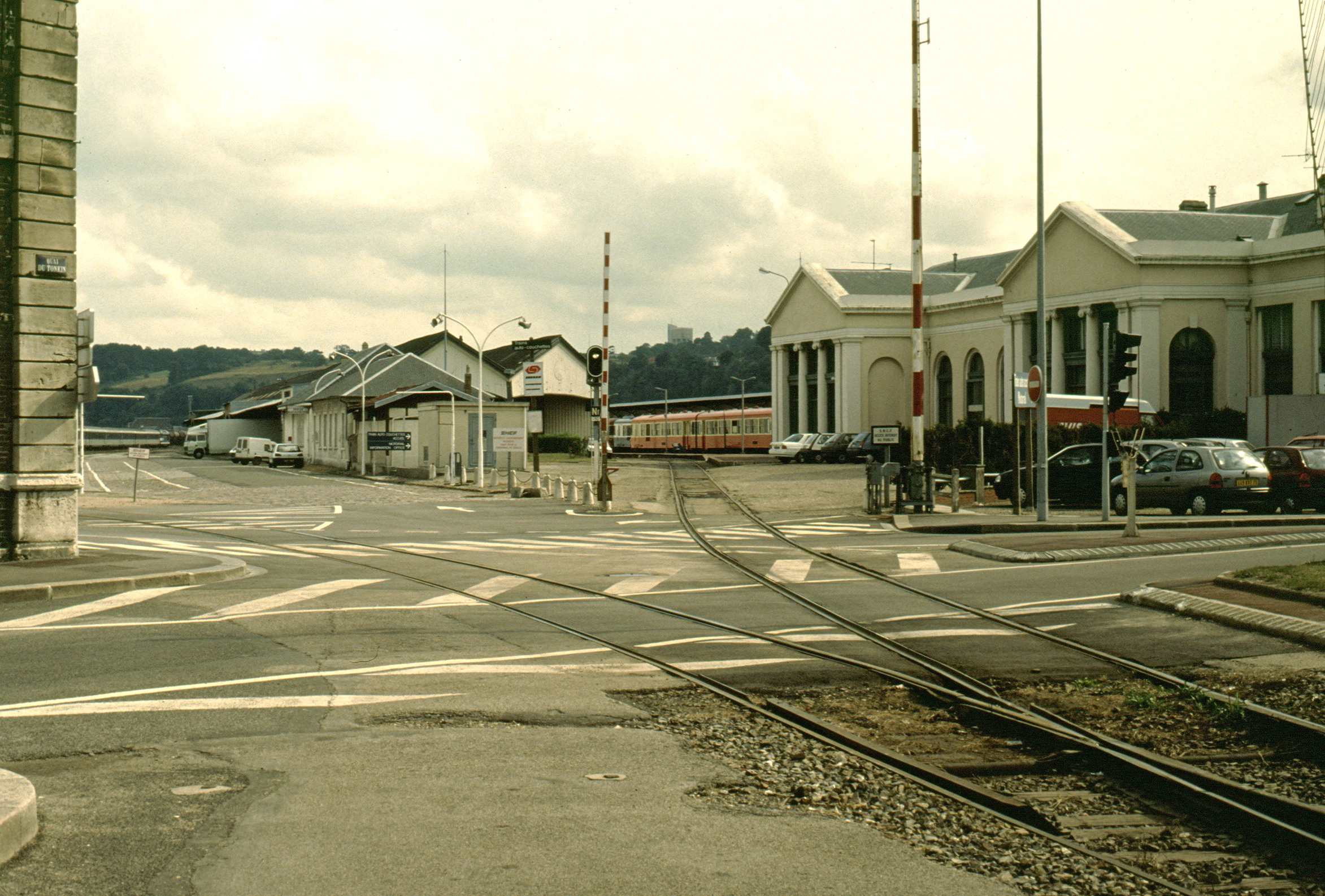
Einführung des Streckengleises in den Bahnhof Dieppe (1994)

Um britische Touristen komfortabel nach Südfrankreich und Spanien befördern zu können, wurde 1929 mit dem Manche-Océan eine umsteigefreie Zugverbindung zwischen Dieppe und Bordeaux geschaffen. Für Reisende mit gehobenen Ansprüchen wurden Salonwagen des Typs Voiture transatlantique eingesetzt.
Im Zweiten Weltkrieg wurde der Hafen und das Empfangsgebäude schwer beschädigt. 1947 liefen erstmals wieder zwei Fährschiffe den Hafen von Dieppe an. Am 17. Juni 1953 wurde die neue Bahnhofsanlage eingeweiht und mit der Lisieux ein neues Schiff zwischen Dieppe und Newhaven eingesetzt. 1964 verkehrten die ersten Autofähren zwischen den beiden Städten, deren Häfen zu diesem Zweck mit Rampen ausgestattet wurden. Zunächst wurde der Passagierdampfer Falaise entsprechend umgebaut; zum Anwärmen des Brennstoffs dieses letzten – ölgefeuerten – Dampfschiffs der Flotte diente 1968 mit der 231 G 558 eine im Hafenbahnhof stationierte Dampflokomotive.
1969 erschien der Schriftzug Sealink auf den Bordwänden der Fährschiffe, deren Eigentümer British Rail und die SNCF waren. Im Zuge der Privatisierung der britischen Eisenbahnen wurde Sealink an die schwedische Reederei Stena Line verkauft, die 1994 den Fährbetrieb in Dieppe einstellte. Noch im selben Jahr wurden die Installationen der Bahnhofs Dieppe-Maritime abgebaut. Fernzüge mit Corail-Wagenmaterial verkehrten bis zuletzt von und nach Dieppe-Maritime.
Heute ist das Hafenbecken des Avant-port zum Yachthafen mutiert; der Quai Henri IV dient als Promenade und Parkplatz.

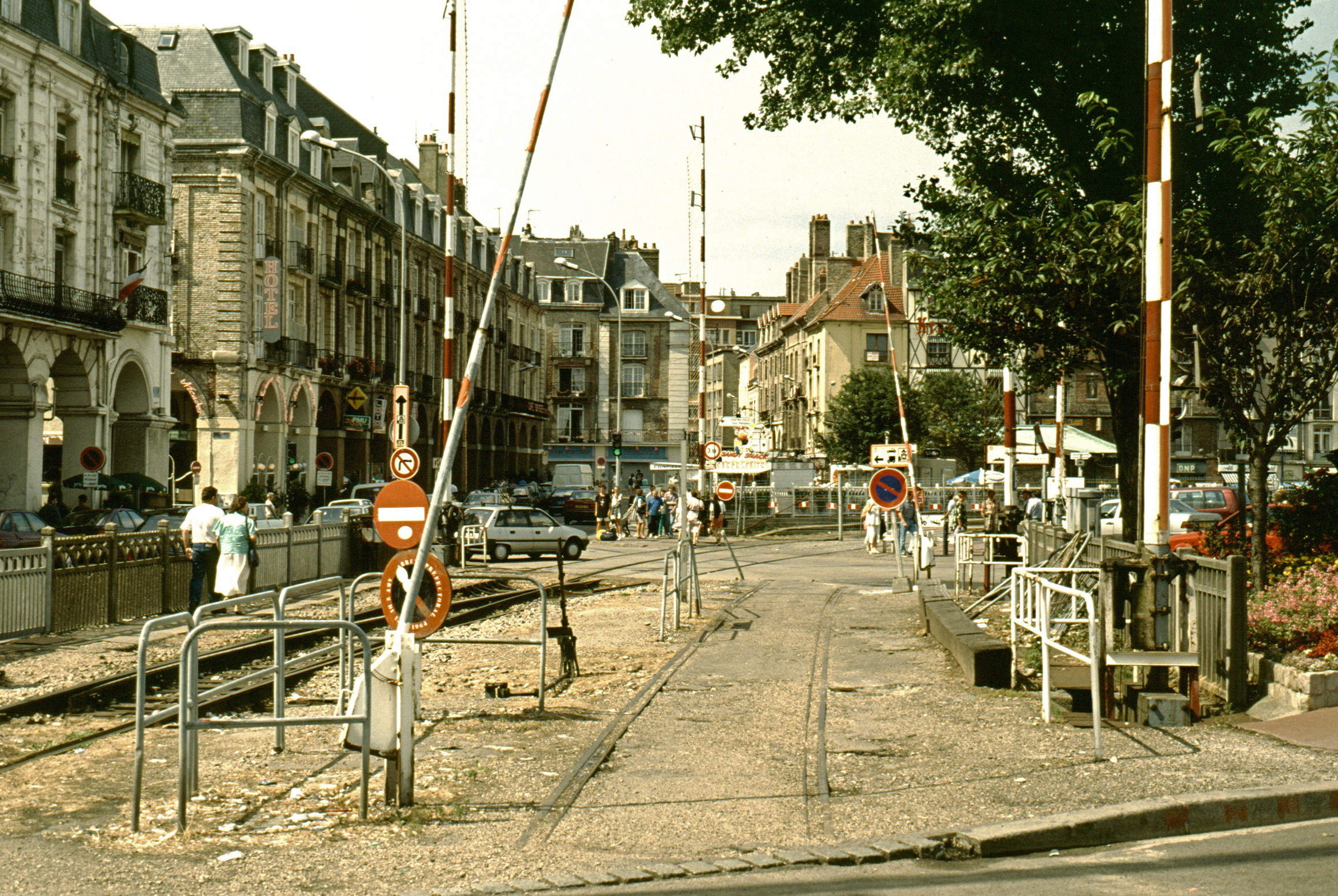
Südlicher Bahnhofskopf (1994)
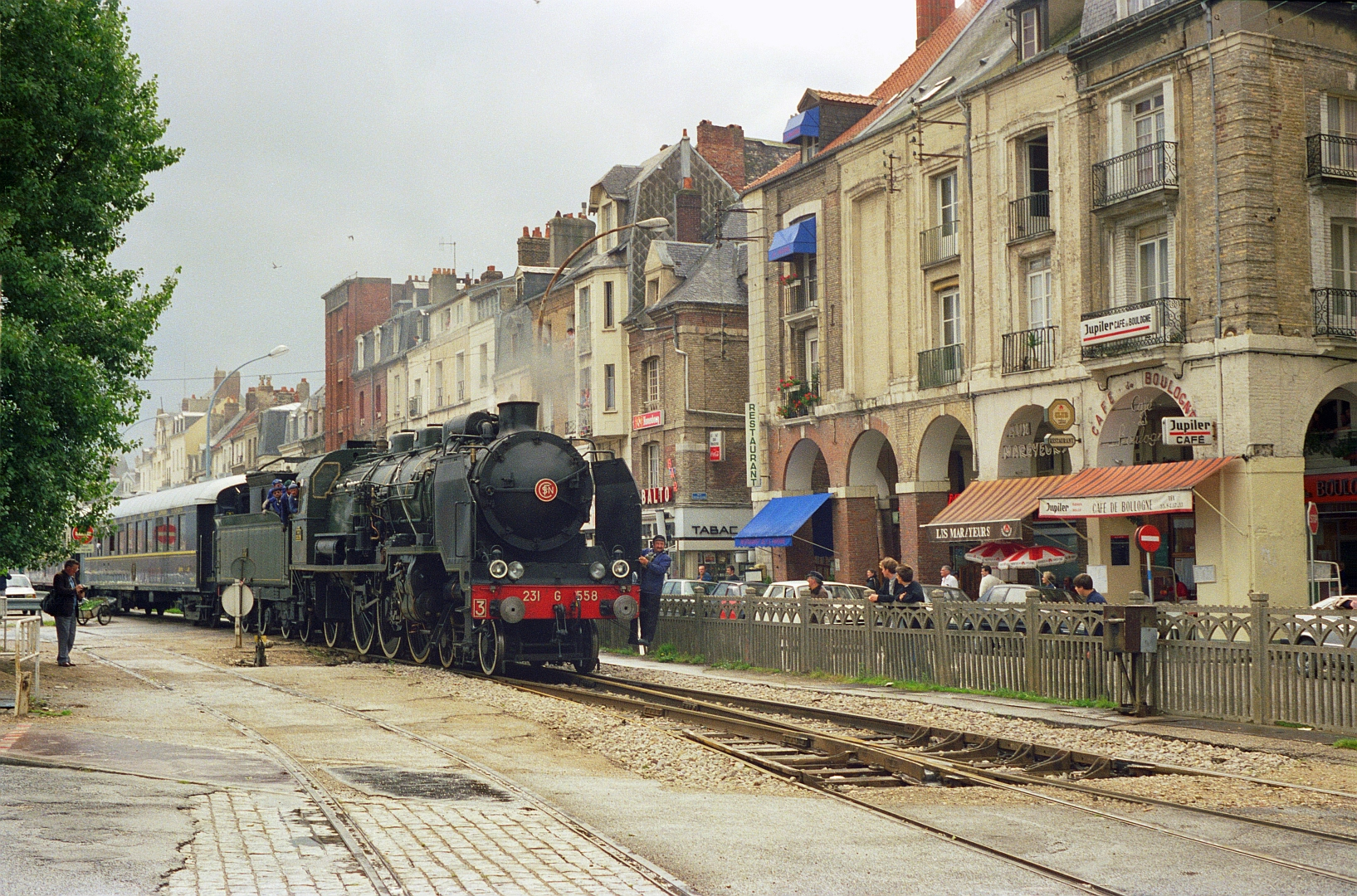
Sonderzug mit der Dampflokomotive 231 G 558 bei der Einfahrt in den Bahnhof Dieppe-Maritime (1986)
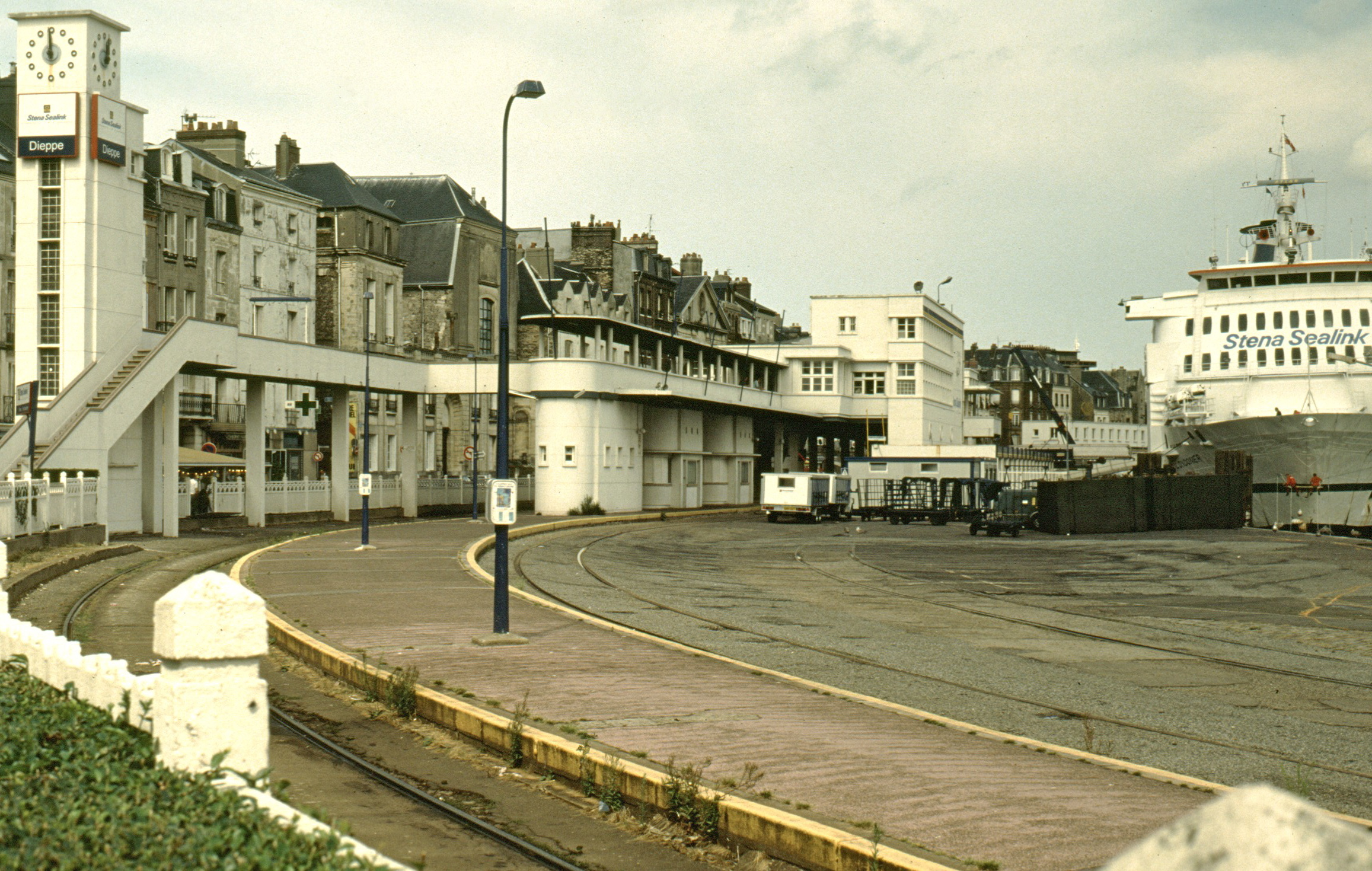
Bahnhof Dieppe-Maritime von Südwesten (1994)
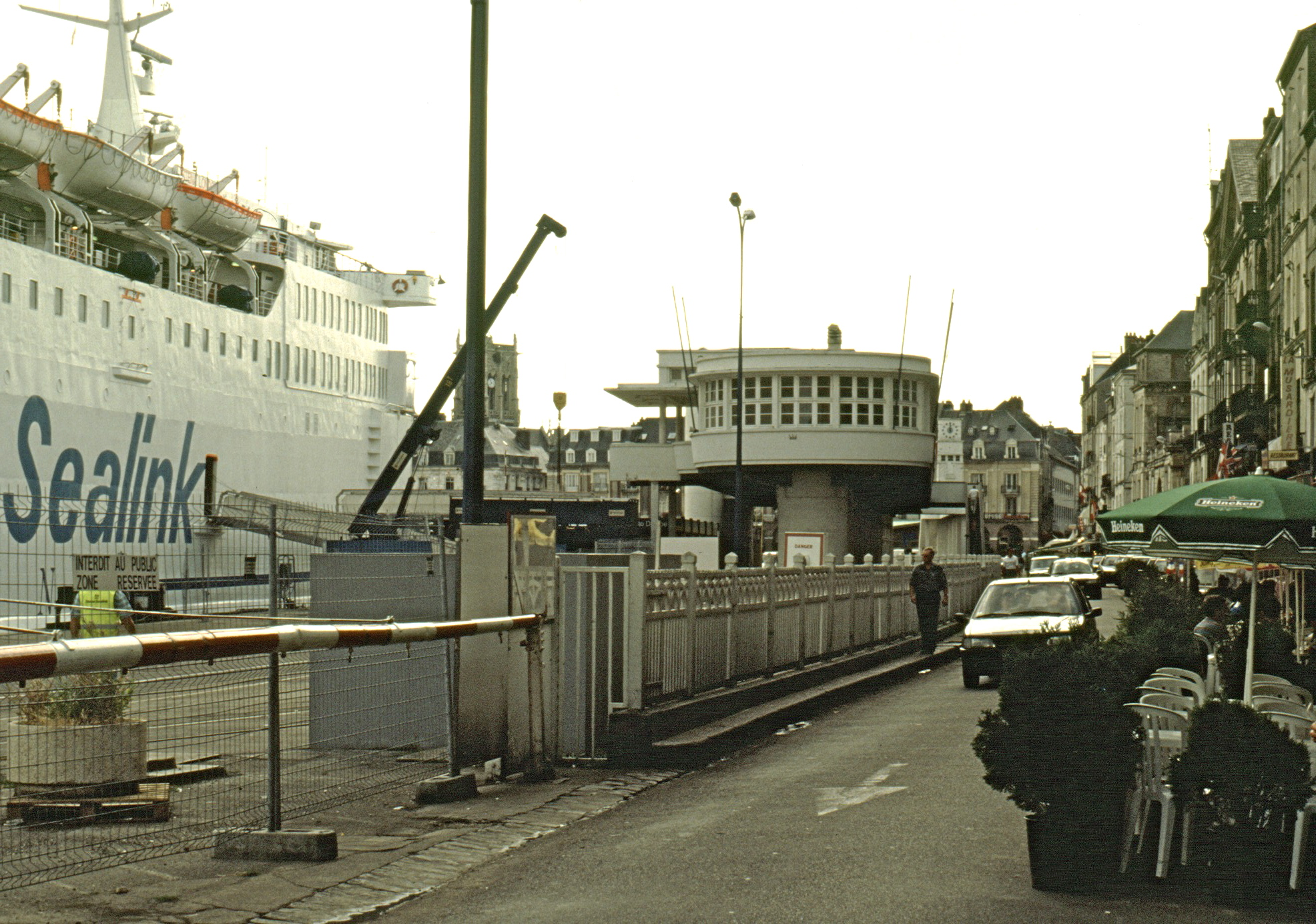
Quai Henri IV – zwischen der Straße und dem Fährschiff liegt das Bahngelände (1994)